# 二重橋前駅
二重橋前駅（にじゅうばしまええき）は、東京都千代田区丸の内二丁目にある、東京地下鉄（東京メトロ）千代田線の駅である。駅番号はC 10。
基本的に「二重橋前〈丸の内〉駅」（にじゅうばしまえ まるのうちえき）と案内される。駅名の由来は皇居（旧江戸城）の二重橋から。東京駅とは地下通路で結ばれており、徒歩での乗り換えが可能である。

## 歴史
- 1962年（昭和37年）：都市交通審議会答申第6号において、東京8号線が規定される。
- 1964年（昭和39年）12月6日：建設省告示3379号で、第6号答申の東京8号線は東京9号線として確定し、馬場先門駅（仮称）の設置が正式に決定。
- 1971年（昭和46年）3月20日：二重橋前駅として開業。
- 2004年（平成16年）4月1日：帝都高速度交通営団（営団地下鉄）民営化に伴い、当駅は東京地下鉄（東京メトロ）に継承される[2]。
- 2007年（平成19年）3月18日：ICカード「PASMO」の利用が可能となる[3]。
- 2018年（平成30年）
  - 3月17日：副駅名称「丸の内」を導入[1][注 1]。
  - 10月27日：発車メロディを導入。
  - 11月3日：ホームドアの使用を開始。

## 駅構造
島式ホーム1面2線を有する地下駅である。
改札口は、常設改札口が大手町寄りと日比谷寄りに1か所ずつ、エレベーターに直結する改札口が1か所、臨時改札口がホーム中央に1か所の計4か所ある。臨時改札口はあまり使われていない。

### のりば
| 番線 | 路線     | 行先                     |
| ---- | -------- | ------------------------ |
| 1    | 千代田線 | 代々木上原・伊勢原方面   |
| 2    | 千代田線 | 北綾瀬・我孫子・取手方面 |

（出典：東京メトロ:構内図）

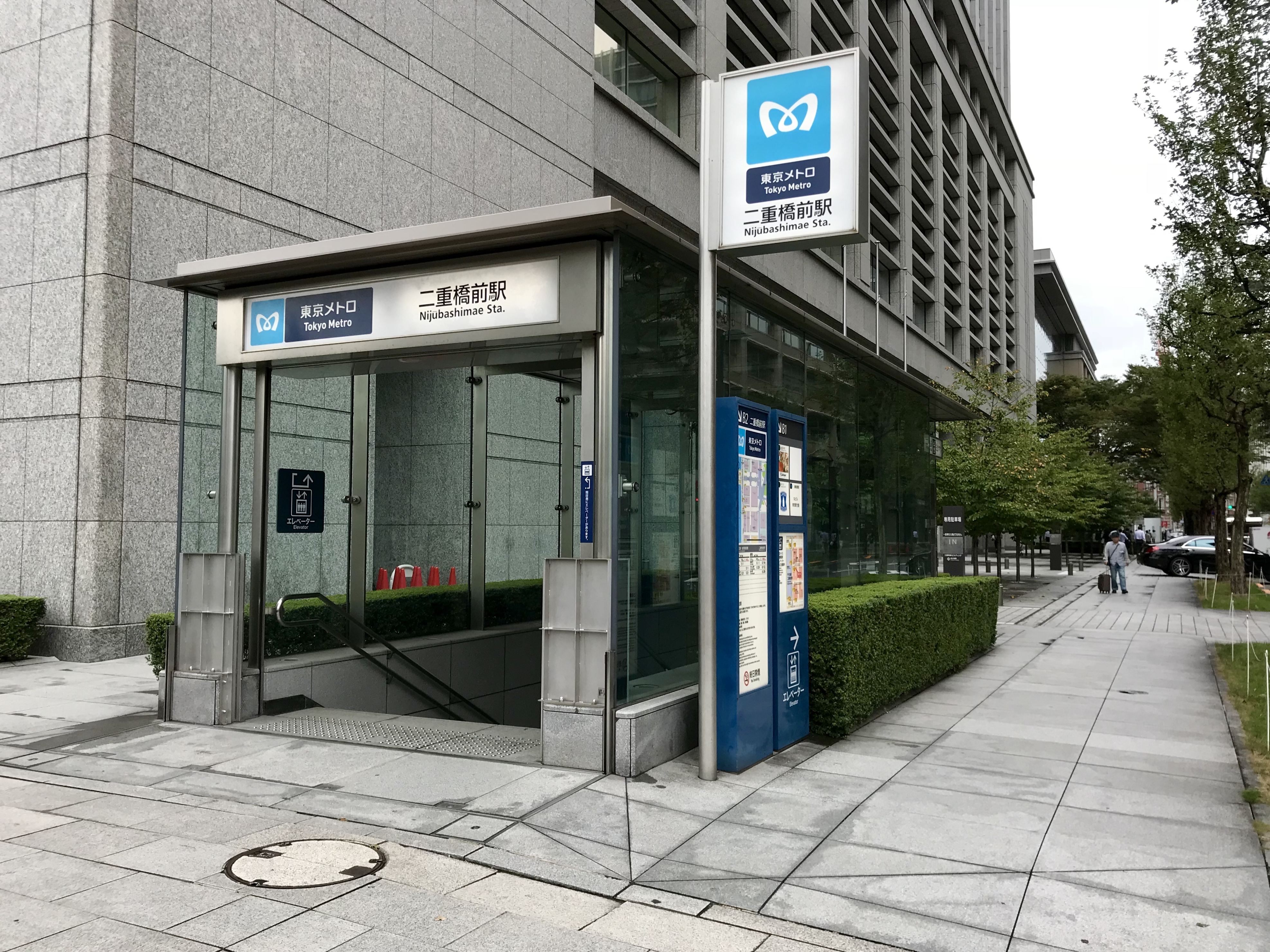
5番出入口（2018年9月）
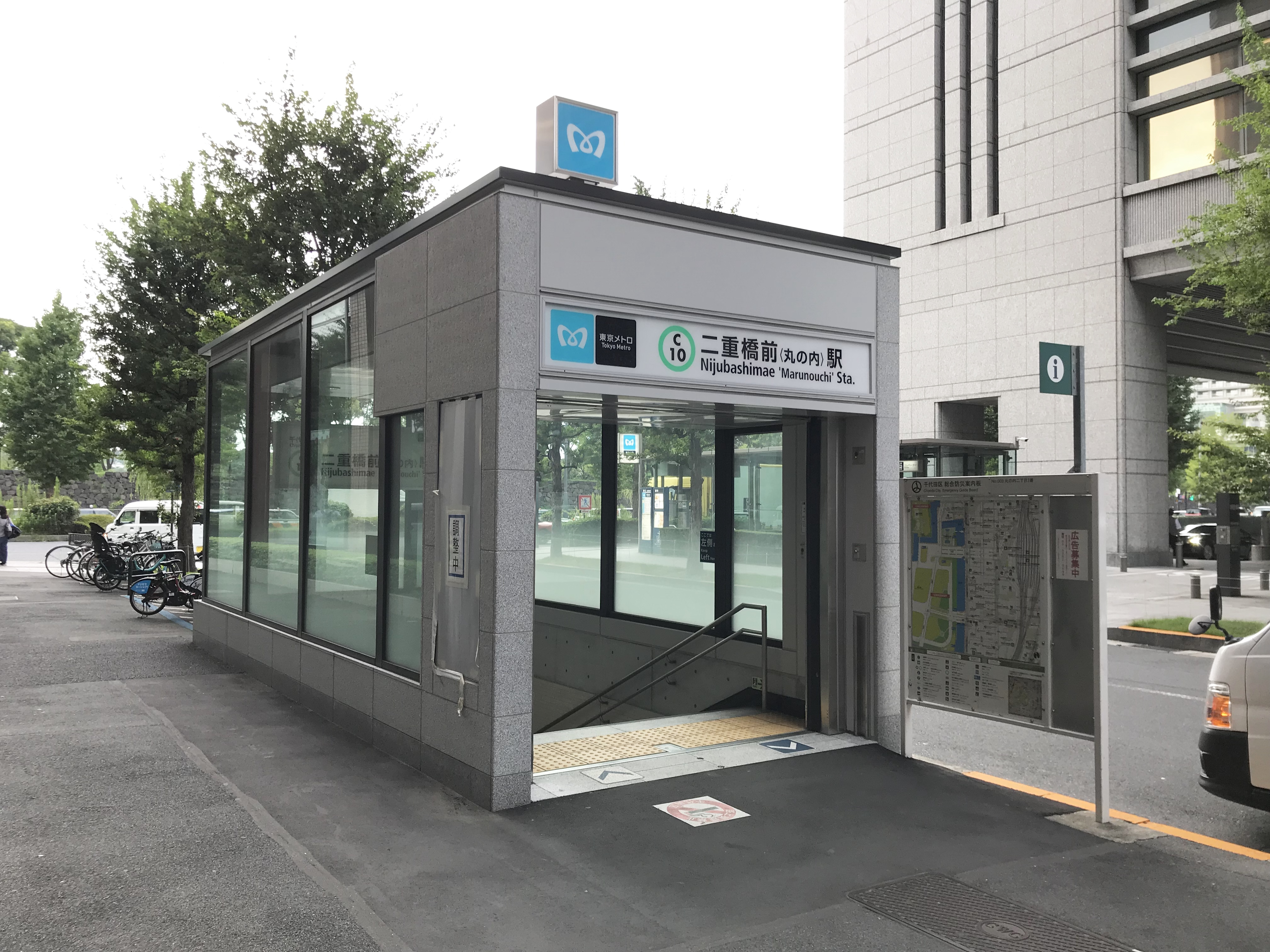
4番出入口（2019年8月）
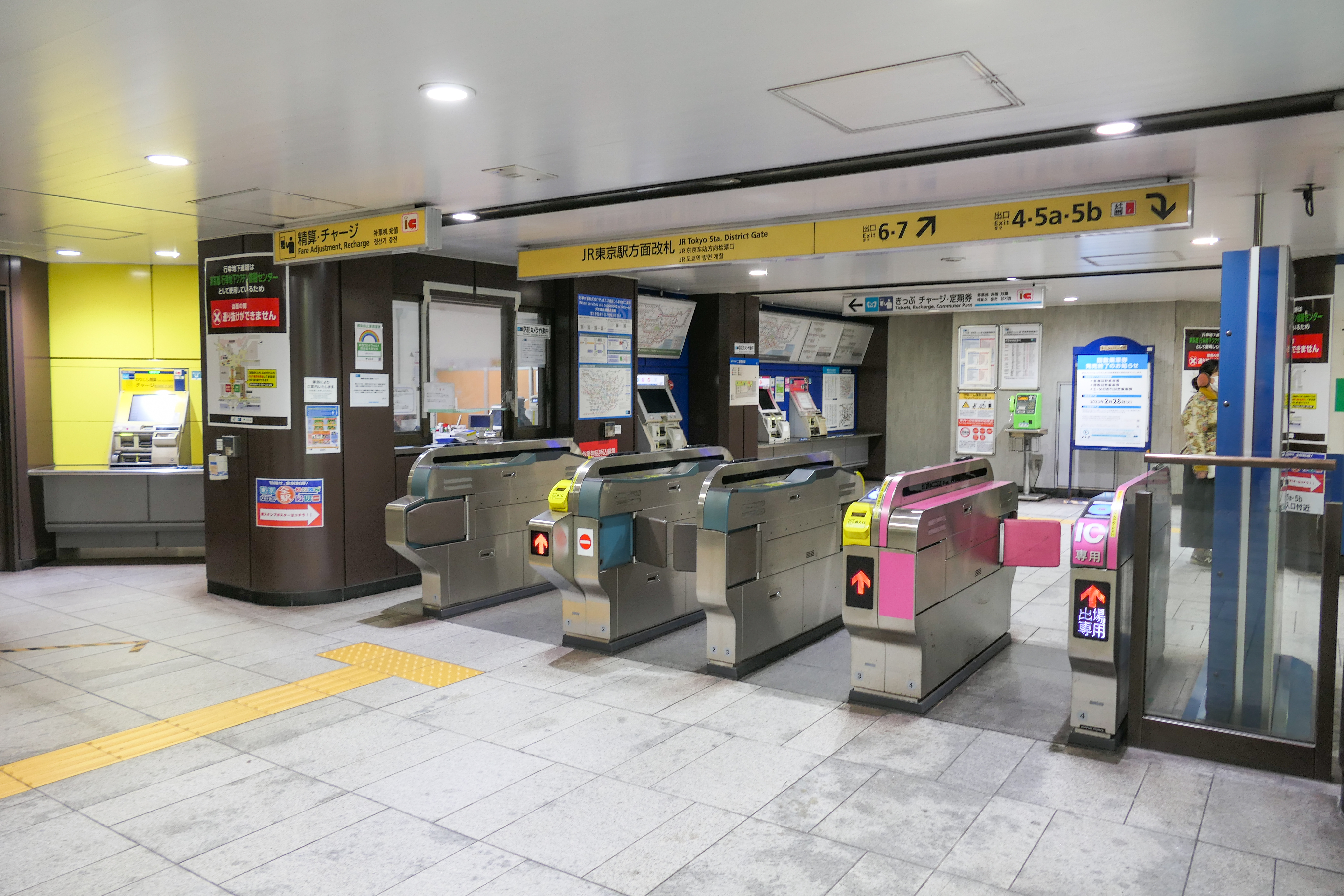
JR東京駅方面改札口（2023年1月）
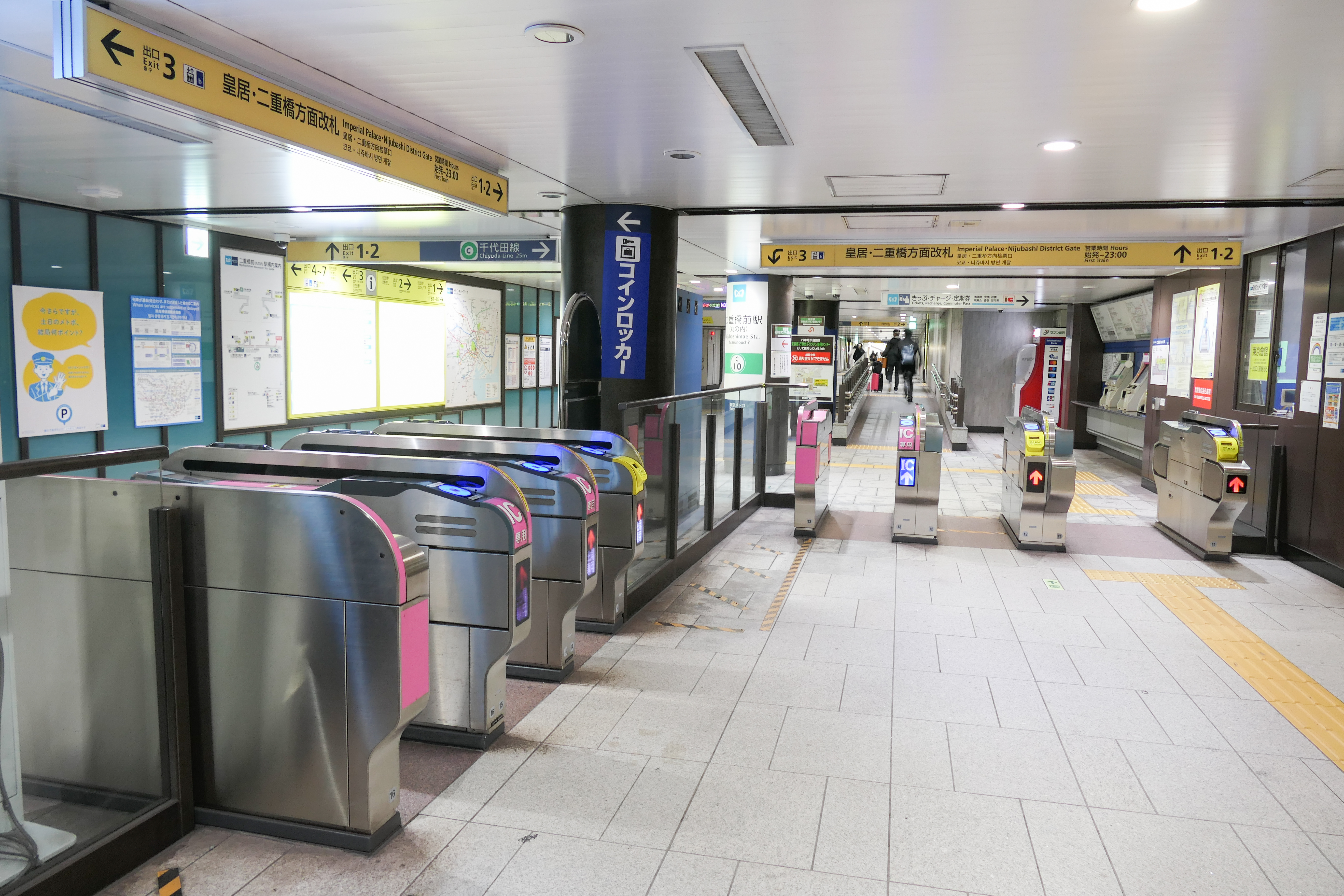
皇居・二重橋方面改札口（2023年1月）
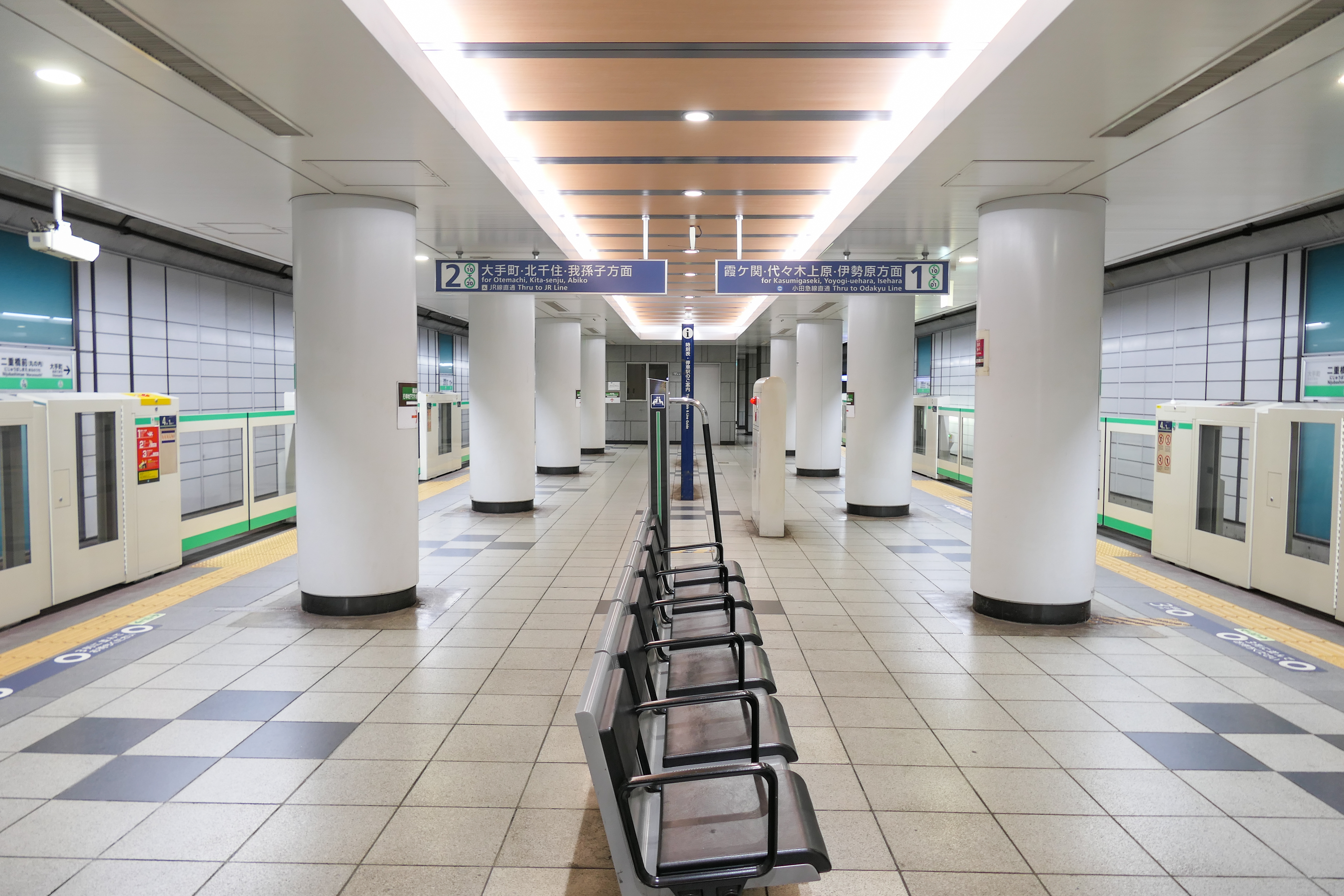
ホーム（2023年1月）

### 発車メロディ
2018年10月27日よりスイッチ制作の発車メロディ（発車サイン音）を使用している。
曲は1番線が「橋を渡れば」（塩塚博作曲）、2番線が「水のワルツ」（大和優子作曲）である。

## 利用状況
2024年度の1日平均乗降人員は35,289人であり、東京メトロ全130駅中105位。
近年の1日平均乗降・乗車人員推移は下表の通りである。
| 年度               | 1日平均 乗降人員 | 1日平均 乗車人員 | 出典     |
| ------------------ | ---------------- | ---------------- | -------- |
| 1990年（平成02年） |                  | 17,090           | [ * 1 ]  |
| 1991年（平成03年） |                  | 16,396           | [ * 2 ]  |
| 1992年（平成04年） |                  | 16,395           | [ * 3 ]  |
| 1993年（平成05年） |                  | 16,208           | [ * 4 ]  |
| 1994年（平成06年） |                  | 15,375           | [ * 5 ]  |
| 1995年（平成07年） |                  | 14,607           | [ * 6 ]  |
| 1996年（平成08年） |                  | 14,332           | [ * 7 ]  |
| 1997年（平成09年） |                  | 14,025           | [ * 8 ]  |
| 1998年（平成10年） |                  | 14,367           | [ * 9 ]  |
| 1999年（平成11年） |                  | 13,505           | [ * 10 ] |
| 2000年（平成12年） | 25,641           | 12,879           | [ * 11 ] |
| 2001年（平成13年） | 24,383           | 12,268           | [ * 12 ] |
| 2002年（平成14年） | 24,444           | 12,268           | [ * 13 ] |
| 2003年（平成15年） | 22,220           | 11,085           | [ * 14 ] |
| 2004年（平成16年） | 22,863           | 11,326           | [ * 15 ] |
| 2005年（平成17年） | 24,538           | 12,099           | [ * 16 ] |
| 2006年（平成18年） | 25,542           | 12,586           | [ * 17 ] |
| 2007年（平成19年） | 28,318           | 14,033           | [ * 18 ] |
| 2008年（平成20年） | 28,952           | 14,279           | [ * 19 ] |
| 2009年（平成21年） | 30,731           | 15,137           | [ * 20 ] |
| 2010年（平成22年） | 31,794           | 15,627           | [ * 21 ] |
| 2011年（平成23年） | 31,130           | 15,364           | [ * 22 ] |
| 2012年（平成24年） | 32,067           | 15,726           | [ * 23 ] |
| 2013年（平成25年） | 33,259           | 16,356           | [ * 24 ] |
| 2014年（平成26年） | 33,308           | 16,178           | [ * 25 ] |
| 2015年（平成27年） | 33,688           | 16,423           | [ * 26 ] |
| 2016年（平成28年） | 33,849           | 16,586           | [ * 27 ] |
| 2017年（平成29年） | 34,898           | 17,038           | [ * 28 ] |
| 2018年（平成30年） | 37,093           | 18,066           | [ * 29 ] |
| 2019年（令和元年） | 41,352           | 20,000           | [ * 30 ] |
| 2020年（令和02年） | 24,142           |                  |          |
| 2021年（令和03年） | 23,221           |                  |          |
| 2022年（令和04年） | 27,886           |                  |          |
| 2023年（令和05年） | 32,782           |                  |          |
| 2024年（令和06年） | 35,289           |                  |          |

## 駅周辺
以下の各駅とは、地下通路でつながっている（23時以降は日比谷駅方面への通路が閉鎖される）。ただしいずれも連絡運輸の設定がないため、1枚の乗車券での乗り換えはできない。
- 大手町駅（都営地下鉄三田線）
- 日比谷駅（同上）
  - 三田線の両駅とは、一部の出入口を共有している。また、ホームから日比谷寄りの改札口へ向かう階段の入口に「当駅は有楽町線・都営三田線への乗り換え駅ではありません。日比谷駅をご利用下さい。」という注意書きが掲出されている。
- 有楽町駅（有楽町線）
- 東京駅（丸ノ内線、JR線丸の内南口・京葉線乗り場）
  - 千代田線からは、東京駅への最寄り駅となる。三菱商事ビルの竣工により、同ビル地下 - 丸の内ビルディング地下を通じて直結された。その後、2007年に大手町寄り出口から行幸通り下に東京駅地下直結の地下通路が完成している（通路の先に丸ノ内線東京駅があり、さらに進むとJRの丸の内地下南口・丸の内地下中央口に出る）。
  - 京葉線乗り場（京葉地下丸の内口）へは2019年から2021年に掛けてのビル竣工・地下通路整備により、B5出入口（日比谷駅と共用）から丸の内二重橋ビル・馬場先通り地下通路経由で東京駅6番出入口へ直結するようになった。
- 皇居
  - 蛤濠
  - 馬場先濠
  - 二重橋濠
  - 凱旋濠
  - 日比谷濠
  - 皇居外苑
  - 二重橋
  - 坂下門
  - 桔梗門（内桜田門）
  - 楠木正成像
  - 馬場先門
- 郵船ビルディング
  - 日本郵船本社
  - ゆうちょ銀行本店
- 丸の内ビルディング
- 三菱商事ビル
- 丸ノ内三井ビル
- 岸本ビル
- 丸の内仲通りビル（旧三菱電機ビル）
- 丸の内 MY PLAZA
  - 明治生命館
    - 明治安田生命保険本社

  - 明治安田生命ビル
    - アコム本社
- 国道1号（日比谷通り）

### バス路線
駅周辺の丸の内 MY PLAZA（3番出入口付近）と郵船ビル（7番出入口付近）にバス停留所があり、日の丸自動車興業により運行される以下の路線が発着する。
- 丸の内シャトル：第一生命・三菱ビル・東京サンケイビル方面

## 隣の駅
東京地下鉄（東京メトロ）
 千代田線
日比谷駅 (C 09) - 二重橋前駅 (C 10) - 大手町駅 (C 11)